# Fentonia canities
Fentonia canities är en fjärilsart som beskrevs av Swinhoe 1889. Fentonia canities ingår i släktet Fentonia och familjen tandspinnare. Inga underarter finns listade i Catalogue of Life.